# Пруни (Илфов)
Пруни (рум. Pruni) насеље је у Румунији у округу Илфов у општини Магуреле. Oпштина се налази на надморској висини од 71 m.

## Становништво
Према подацима из 2002. године у насељу је живело 210 становника, од којих су сви румунске националности.